# Рашевский, Сергей Александрович (футболист)
Серге́й Алекса́ндрович Раше́вский (13 июня 1980, Волгоград, СССР) — российский футболист, полузащитник.

## Карьера
Учился в спортивном классе Кировского района Волгограда. Оттуда был зачислен в интернат «Ротора». Играл во второй команде «Ротор-2». В 2001 году дебютировал в основном составе волгоградцев. В дальнейшем перемежал игры за основной состав играми за дубль.
13 октября 2002 года был случайно ранен во время бандитской перестрелки. Футболист получил ранения в поясницу и руку.
После этого играл в основном за дубль. После вылета «Ротора» во Второй дивизион перешёл в «Урал». В его составе толком не заиграл и отправился в аренду в иркутскую «Звезду» и «Содовик».
В 2007 году перешёл в «Балтику», став одним из основных игроков клуба. В декабре срок контракта истёк, и Рашевский решил его не продлевать, перейдя в «Волгу». В составе «Волги» забил решающий гол «Газовику», который позволил клубу выйти в Первый дивизион. В сезоне 2010 года сыграл в 22 матчах и забил гол «Краснодару».
7 февраля 2011 года подписал контракт сроком на 2,5 года с клубом «Урал». В феврале 2012 года подписал контракт с «Ротором».
В 2015 году Рашевский начал тренерскую карьеру. Основал «Академию чемпионов» — детскую футбольную школу, в которой является руководителем и главным тренером.
В 2019 году стал футбольным тренером команды «Ротор».

## Достижения
«Волга» (НН)
- Победитель зоны «Урал-Поволжье» Второго дивизиона: 2008

«Урал»
- Обладатель Кубка ФНЛ: 2012

«Луч-Энергия»
- Победитель зоны «Восток» Второго дивизиона: 2012/13